# O Seu Caminho
"O Seu Caminho" é um single da cantora brasileira Heloisa Rosa, lançado em 4 de dezembro de 2015. Primeira faixa do álbum Paz, foi escrita por Heloisa Rosa e produzida pelo pianista e baixista Jr. Finnis. A música, com influências do rock alternativo, segue as influências musicais da cantora, porém com arranjos mais "pesados" e com elementos eletrônicos.
A faixa foi lançada nas plataformas digitais semanas antes do disco. Acompanhou uma versão em lyric video, disponibilizada no canal da gravadora Musile Records no lançamento do álbum Paz.

## Faixas
| N.º | Título          | Compositor(es) | Duração |  |
| 1.  | "O Seu Caminho" | Heloisa Rosa   | 3:52    |  |

## Ficha técnica
- Heloisa Rosa - vocais, arranjos
- Jr. Finnis - produção musical, baixo e técnico de gravação
- Deverson Marques - guitarra
- Rafael Deli - guitarra e violão
- Ronald Melo - bateria e percussão
- Emanuel Dias - teclados e programação
- Maurício Felix - vocal de apoio
- Paulo Felix - vocal de apoio

Equipe técnica
- Carlos Rossy - técnico de gravação
- Shane D. Wilson - mixagem
- Aaron Chafin - assistente de mixagem
- Andrew Mendelson - masterização